# 第21太陽周期
第21太陽周期(Solar cycle 21)は、1755年に太陽黒点の活動が記録され始めてから21番目の太陽活動周期である。1976年6月から1986年9月まで10.3年続いた。太陽黒点の最大数は164.5個で、最小数は12.3個だった。合計約273日間にわたり黒点が現れなかった。この周期で最大の太陽フレア(X15)は1978年7月11日に発生した。